# 흑교역
흑교역(黑橋驛)은 조선민주주의인민공화국 황해북도 황주군에 있는 평부선의 철도역이다.